# Магнус Ольсен
Магнус Бернгар Ольсен (норв. Magnus Bernhard Olsen; 28 листопада 1878 — 16 січня 1963) — норвезький філолог, який спеціалізувався на давньоскандинавській мові.
Народився та виріс в Арендалі, Ольсен здобув ступінь філолога у Королівському університеті Фредеріка в Християнії, де став протеже Софуса Буґге. Після смерті Буґге він змінив його у 1908 році на посаді професора старонорвезької мови та ісландської літератури у Королівському університеті Фредеріка. Ольсен навчав покоління норвезьких науковців і вчителів. Його сфера досліджень зосереджувалась на рунології та давньоскандинавській топоніміці. Ольсен особливо цікавився рунами та топонімікою для вивчення давньоскандинавської релігії. Ольсен опублікував низку робіт на ці теми, які мали не аби який вплив. Він також редагував численні видання, зокрема журнал «Maal og Minne», який він заснував.
Під час німецької окупації Норвегії у часи Другої світової війни Ольсен працював деканом свого університету та брав участь у норвезькому русі опору. У пізні роки Ольсен досліджував «Едди» та скальдичну поезію, про які він написав низку впливових праць. Його вважають видатним норвезьким філологом свого часу.

## Молодість й освіта
Магнус Ольсен народився в Арендалі, Норвегія, 28 листопада 1878 року у сім'ї торговця Уле Християна Ольсена (1834—1887) і Терези Евін Ольсен (1843—1926). Він виріс в Арендалі, де у 1896 році здобув examen artium. Згодом Ольсен вивчав філологію у Королівському університеті Фредеріка у Християнії, де зосередився на латинській, грецькій, німецькій та норвезькій мовах.
З 1899 року Ольсен працював асистентом викладача у Королівському університеті Фредеріка. Він потрапив під вплив археолога та топоніміста Олуфа Риґга, а особливо філолога Софуса Буґге. Буґге вважався найвеличнішим норвезьким філологом того часу, але він втрачав зір, й Ольсен працював його асистентом з 1902 року. До цього часу Буґге готував його стати своїм наступником в університеті. Ольсен здобув ступінь кандидата філологічних наук у 1903 році.

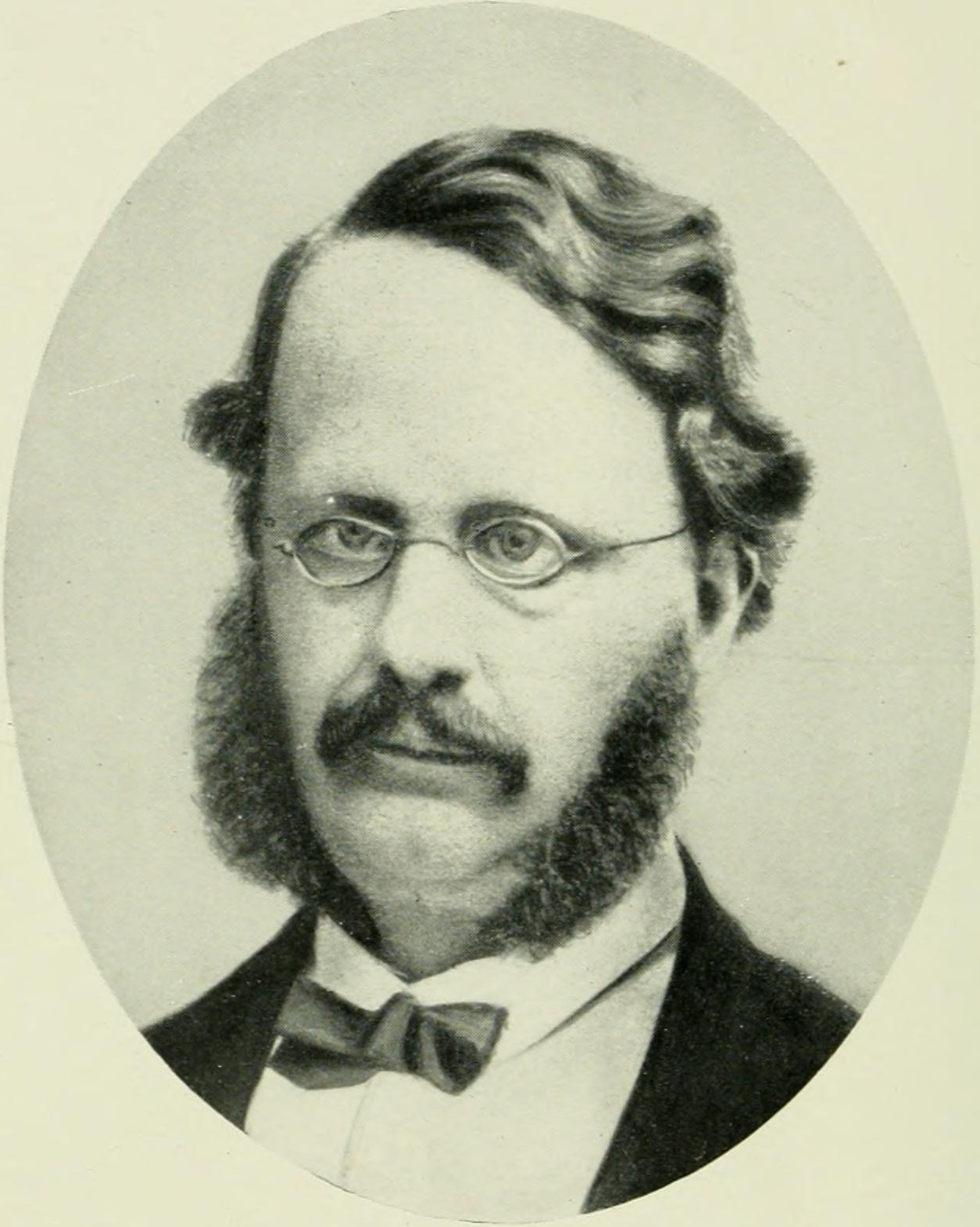
Фотографія Софуса Бугге, який був наставником і попередником Ольсена на посаді професора

## Початок кар'єри
Після закінчення навчання Ольсен працював дослідником у своєму університеті, де він брав участь у навчанні студентів. У 1905—1906 роках він працював у Копенгагені над публікацією критичного видання саги «Vǫlsunga saga and Ragnars saga loðbrókar».
Після смерті Буґге Ольсен змінив його у 1908 році на посаді професора старонорвезької мови й ісландської літератури у Королівському університеті Фредеріка. Він бачив у філології ключ до розуміння життя в минулому, зокрема доби вікінгів. Ольсен став широко визнаним як видатний норвезький філолог свого часу. Він виступав за міждисциплінарний підхід до цієї теми. Основними сферами його інтересів були давньоскандинавська література, рунологія та топоніміка. Ольсен був відомий сміливістю таких інтерпретацій і вважав, як і його наставник Буґге, що інтерпретація, яка ґрунтується на здоровій методології, є кращою, ніж її відсутність взагалі. В університеті його вважали блискучим викладачем, але екзаменатором, якого боялися. Він вважав викладання та дослідження найкращим способом служіння своїй батьківщині. Ольсен дбав, щоб праці здібних студентів друкувалися. Він керував навчанням поколінь норвезьких науковців і вчителів і разом із такими вченими, як Карл Марстрандер, Ольсен перетворив Королівський університет Фредеріка на один із провідних у світі закладів германської філології. Серед студентів, які навчалися під керівництвом Ольсена, був Лі М. Голландер.
У 1909 році Ольсен заснував журнал «Maal og Minne», який особисто редагував протягом сорока років. Перший випуск містив його вступну лекцію про «Поїздку Скірніра», в якій він представив паралелі між Ньйордром із германо-скандинавської міфології та Нертою, яку згадував Тацит. 28 червня 1912 року Ольсен одружився з Ґєртруд Матильд К'єр, донькою університетського бібліотекаря Альберта К'єра (1852—1941) та Йоганна Марі Торп (1863—1948). У 1911 році він став членом-кореспондентом Шведської королівської академії історії літератури та старожитностей. З 1914 до 1956 рік Ольсен був редактором «Bidrag til nordisk filologi». Між 1910 і 1924 роками він написав три томи монументальної «Norske Gaardnavne», в якій досліджувалася топоніміка норвезьких ферм. Третій том був написаний спільно з Юстом Кнудом Квіґстадом. Зрештою Ольсен взяв на себе відповідальність за публікацію цієї серії та допомагав її попередньому видавцеві Олуфу Риґгу. Дві з його найвідоміших публікацій є «Hedenske kultminder i norske stedsnavne» (1915) і «Ættegård og helligdom» (1926), який використовував топонімічні дані для вивчення давньоскандинавської релігії; ці піонерські роботи зробили значний внесок у його науку. Примітно, що докази, представлені Ольсеном, показали, що скандинавські боги шанувалися не лише як істоти з іншого світу, але як сили, переплетені з оточенням людей. Працю «Ættegård og helligdom» зрештою переклали англійською мовою та опублікували під назвою «Fars and Fanes of Ancient Norway» (1928). Габріель Турвіль-Петре згадує Ольсена разом із Жоржем Дюмезілєм і Яном де Фрісом як одного з найвпливовіших дослідників давньоскандинавської релігії. Дослідження Ольсена щодо скандинавських топонімів відіграли важливу роль у відновленні довіри до ісландської літератури як до корисного джерела інформації про давньоскандинавську релігію.

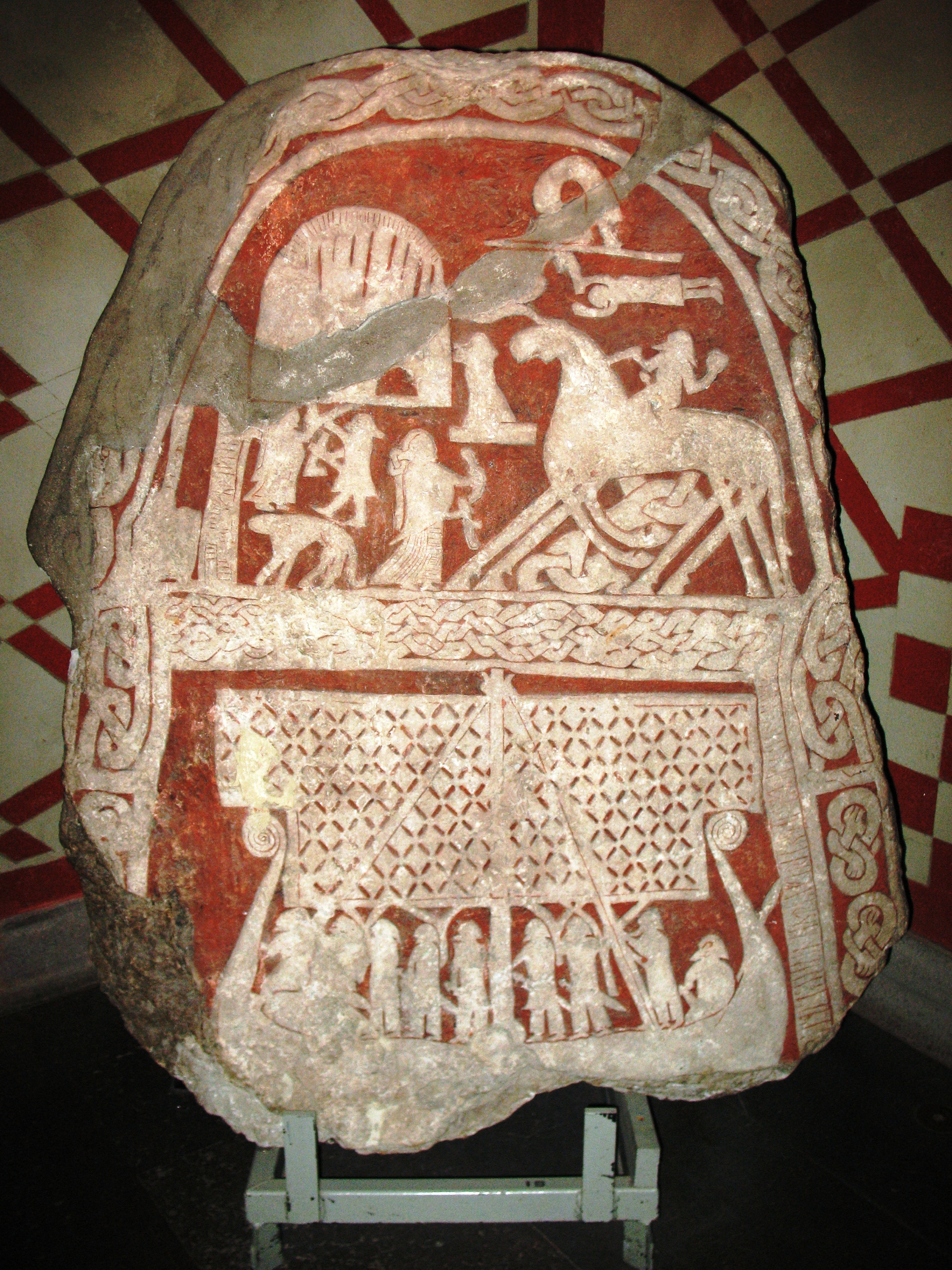
Камінь-ілюстрація Т'єнгвіде зображує давньоскандинавського бога Одіна, який в'їжджає у Вальгаллу на своєму коні Слейпнірі. Давньоскандинавська релігія та рунологія становили особливий інтерес для досліджень Ольсена.

Дослідження Ольсена з рунології були значними. Він змінив Буґге як видавця томів «Norges innskrifter med de ældre runer» («Норвезькі рунічні написи в старих рунах»), які досліджували написи старшим футарком у Норвегії. До 1924 року вийшло друком п'ять томів. Між 1941 і 1960 роками він опублікував «Norges innskrifter med de yngre runer» («Норвезькі написи в молодших рунах») у п'яти томах. Ця праця досліджувала написи на молодшому футарку у Норвегії. Томи 3–5 опублікували у співпраці з Аслаком Ліестелом. Ольсен був переконаний, що руни не просто використовувалися як інструмент для спілкування, але й вони мали магічні цілі.

## Друга світова війна
Під час німецької окупації Норвегії у часи Другої світової війни Ольсен відзначився як лютий противник нацизму та був близьким до руху опору в університеті. Він був серед професорів Університету Осло, які 15 травня 1941 року публічно засудили злочини Йозефа Тербофена проти норвезького народу. Після арешту Френсіса Булля німецькою владою Ольсен замінив його на посаді виконувача обов'язків декана Університету Осло. 15 жовтня 1943 року німецька окупаційна влада його заарештувала та відправила у канцентраційний табір Бретвет. Однак його швидко звільнили, і він продовжив свою участь у опорі.

## Пізніша кар'єра
Ольсен залишив професорську посаду після досягнення граничного віку у 1948 році, але продовжував досліджувати та писати. У 1945 році він став командором ордена св. Олафа. Його також нагородили Великим лицарським хрестом ордена Ісландського сокола та став кавалером ордена Полярної зірки, а також лауреатом почесних докторських ступенів кількох університетів. Ольсен був членом низки наукових товариств, зокрема Норвезької академії наук (1904) і Королівського норвезького товариства наук, а також членом-кореспондентом Геттінгенської академії наук.
В останні роки свого життя Ольсен зробив важливий внесок у вивченні «Едди». Його праця «Edda- og skaldekvad. Forarbeider til kommentar», опублікована у семи томах між 1960 та 1964 роками, розглядала «Едди» та скальдичну поезію. Це сприяло розробці відносної хронології цих творів. За свою кар'єру він написав сотні наукових книг і статей. Він помер в Осло, Норвегія, 16 січня 1963 року.

## Вибіркові праці
- Olsen, ред. (1891–1924). Norges Indskrifter med de ældre Runer [Norwegian Inscriptions in Elder Futhark]. Т. 1—4. Kristiania: A. W. Brøggers Bogtrykkeri.
- Tre orknøske runeindskrifter [Three Orcadian Runic Inscriptions]. Kristiania: J. Dybwad. 1903.
- Völsunga saga ok Ragnars saga loðbrókar [The Saga of the Völsungs and the Saga of Ragnar Lodbrok]. Copenhagen: S.L. Møllers bogtrykkeri. 1908.
- Rygh, ред. (1910). Søndre Bergenhus amt [Søndre Bergenhus County]. Norske gaardnavne. Т. 11. Kristiania: W. C. Fabritius.
- Stedsnavnestudier [Place Name Studies]. Kristiania: H. Aschehoug. 1912.
- Hedenske kultminder i norske stedsnavne [Heathen Cultic Memories in Norwegian Place Names]. Kristiania: J. Dybwad. 1915.
- Rygh, ред. (1915). Stavanger amt [Stavanger County]. Norske gaardnavne. Т. 10. Kristiania: W. C. Fabritius.
- Olsen, ред. (1922). Norrøne Gude- og Heltesagn [Old Norse Sagas of Gods and Heroes]. Kristiania: P.F. Steensballe.
- Olsen, ред. (1924). Finmarkens amt [Finnmark County]. Norske gaardnavne. Т. 18. Oslo: W. C. Fabritius.
- Ættegård og helligdom: Norske stedsnavn sosialt og religionshistorisk belyst [Ancestral Farms and Holiness: Norwegian Place Names in a Social and Religious-Historical Light]. Oslo: Institutted for sammenlignende kulturforskning. 1926. ISBN 9788200052111.
- Farms and Fanes of Ancient Norway: The Place-Names of a Country Discussed in Their Bearings on Social and Religious History. Oslo: H. Aschehoug. 1928.
- Stedsnavn og gudeminner i Land [Place Names and Memories of Gods in Land]. Oslo: J. Dybwad. 1929.
- Hvad våre stedsnavn lærer oss [What We Can Learn From Our Place Names]. Oslo: J.M. Stenersens Forlag. 1934. OCLC 491675968.
- Runekammen fra Setre [The Runic Comb of Setre]. Bergen: Grieg. 1934. OCLC 251995832.
- Norrøne studier [Old Norse Studies]. Oslo: H. Aschehoug. 1938.
- Stedsnavn [Place Names]. Oslo: H. Aschehoug. 1939.
- Olsen, Magnus; Liestøl, Just Aslak (1941–1960). Norges innskrifter med de yngre runer [Norwegian Inscriptions in Younger Futhark]. Т. 1—5. Oslo: J. Dybwad. ISBN 9788270610228.
- Fra norrøn filologi [From Old Norse Philology]. Oslo: H. Aschehoug. 1949.
- Edda- og skaldekvad [Eddaic- and Skaldic Poetry]. Т. 1—7. Oslo: H. Aschehoug. 1960–1964.

## Додаткова література
- Johannessen, Ole-Jørgen (1977). Magnus Olsen: En bibliografi. Samlaget. ISBN 8252106501.